# Componente gubernamental salido del estante
Un Componente gubernamental salido del estante o componente GOTS (del inglés Government Off-The-Shelf) es un componente hardware o software listo para usar, que cumple un propósito específico del gobierno y que está desarrollado por el personal técnico de una organización gubernamental o por una entidad externa a partir de una especificación proporcionada por la organización gubernamental. Por tanto la agencia gubernamental origen tiene un control ilimitado y se encarga de su mantenimiento.
Estos componentes no están accesibles al público general y su venta y distribución está controlada por el gobierno. Entre distintas agencias gubernamentales normalmente se comparte sin coste adicional. Son preferidas por las agencias gubernamentales ya que pueden directamente controlar todos sus aspectos El software de aplicación GOTS puede ponerse a disposición con o sin su código fuente.
Ejemplos de este tipo de componentes son SIMDIS (paquete de software desarrollado por el Laboratorio de Investigación Naval de Estados Unidos para su uso en análisis geoespacial 2D y 3D), primera versiones de Ghidra (desarrollado por la NSA para ingeniería inversa de software) y los productos certificados por la NSA con criptografía de la Suite A.

## Ventajas
Algunos de las ventajas de los GOTS son:
- No hay restricciones ni limitaciones de ningún tipo para su uso en agencias gubernamentales.[4]
- Permite mantener la confidencialidad total del funcionamiento del componente, lo que permite clasificar el componente en sí mismo.[5]
- El gobierno tiene el control total del componente. Esto provoca que no se puedan dar situaciones como las siguientes que se pueden producir con componentes COTS:[8]
  - El proveedor puede dejar de suministrar o de dar soporte al componente.
  - No tenemos la posibilidad de realizar cierto grado de personalización del componente.
  - La licencia de uso puede restringir la utilización del componente
  - El componente no garantiza o es demasiado caro cierto tipo de soporte (ej. mantenimiento de emergencia o vulnerabilidades)
- Si a largo plazo el componente es muy utilizado un componente GOTS puede llegar a ahorrar mucho dinero a las entidades gubernamentales.

## Inconvenientes
Algunos de los inconvenientes de los GOTS son:
- Obtener el producto es más costoso. Según estudios el coste de un GOTS supera en un 70% el coste de un COTS igual.[5] El costo de desarrollo y mantenimiento es asumido completamente por el gobierno y no por el mercado en general como en el caso de los COTS.[5] Esto hay que matizarlo ya que, si el componente es muy utilizado, a largo plazo el coste de las licencias podría superar el coste del desarrollo del componente como GOTS.[8]
- Como no hay un deseo de mercantilizar ni el producto ni productos relacionados, no hay un esfuerzo por parte del desarrollador de innovar ni desarrollar nuevas capacidades.[5]
- La agencia gubernamental que se lanza a su desarrollo tiene que entrar en un ciclo de vida para finalmente obtener el componente. Esto tiene ciertas consecuencias:[5]
  - Se tarda más tiempo en la obtención del producto que si se hubiera usado directamente un componente COTS.
  - A veces el desarrollo no obtiene lo que realmente se necesita.